# Hieracium bectauatensis
Hieracium bectauatensis es una especie de planta con flor del género Hieracium, de la familia Asteraceae, orden Asterales.

## Distribución
Hieracium bectauatensis se distribuye por Kazajistán.

## Taxonomía
Fue descrita científicamente por Kupr. Fue publicada en Sist. Zametki Mater. Gerb. Krylova Tomsk. Gosud. Univ. 102: 2 (2010).